# Ōtarō Maijō
Ōtarō Maijō (舞城 王太郎, Maijō Ōtarō, né en 1973) est un romancier japonais originaire de la préfecture de Fukui. Il est lauréat de la 19e édition du prix Mephisto pour Smoke, Soil, and Sacrifices, et du 16e prix Mishima pour Asura Girl.

## Style
L'action de beaucoup des romans de Maijō se déroule dans la préfecture de Fukui et il fait un usage intensif du dialecte régional. Il est connu pour un style d'écriture agressif, familier. Ses premières œuvres sont des romans policiers, mais il a étendu ses activités dans des revues littéraires. Il illustre une grande partie de son travail, et a contribué à plusieurs bref manga pour « Faust » (magazine japonais).

## Source de la traduction
- (en) Cet article est partiellement ou en totalité issu de l’article de Wikipédia en anglais intitulé « Ōtarō Maijō » (voir la liste des auteurs).